# Stazione meteorologica di Monte Bisbino

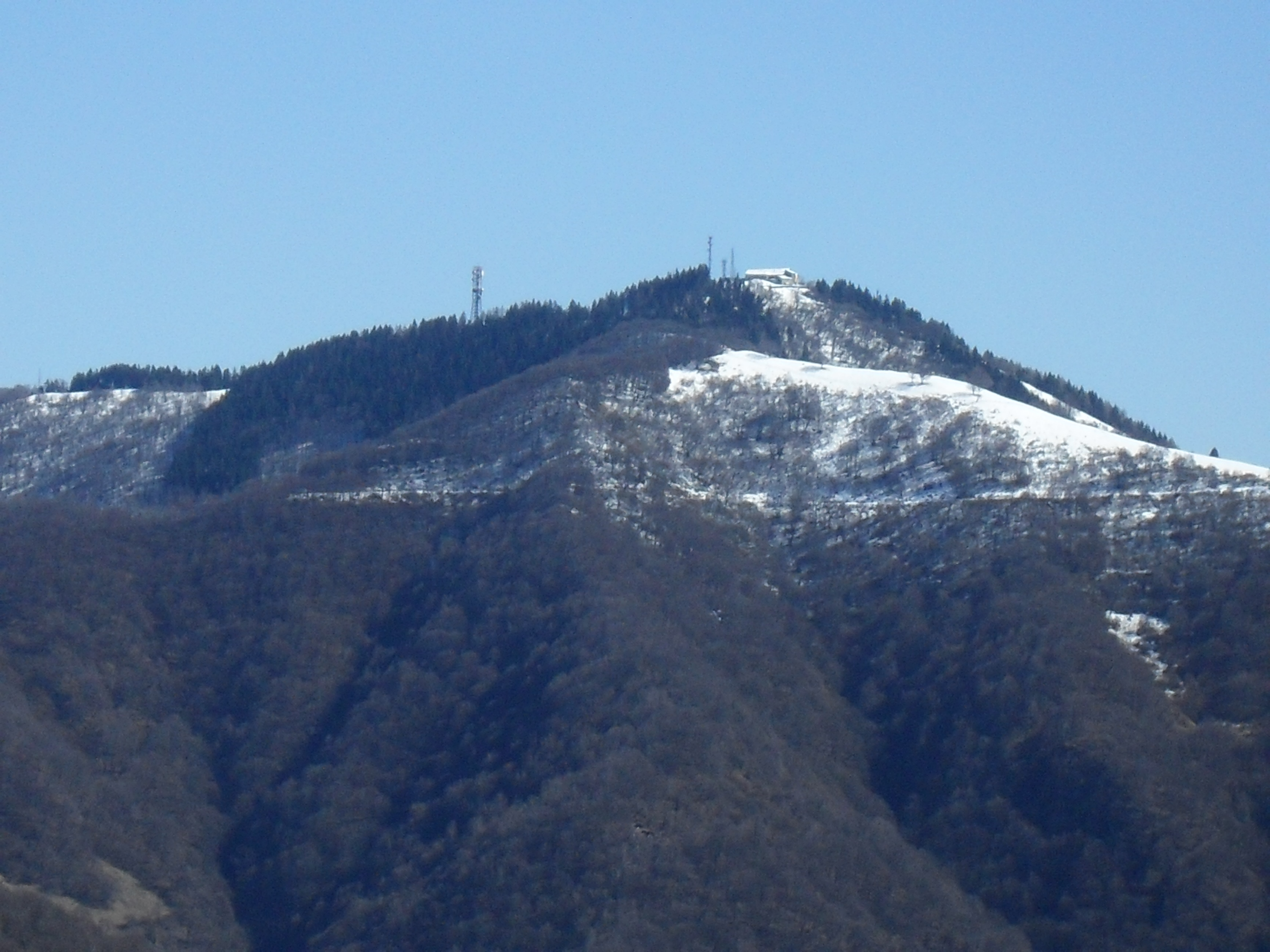
Veduta panoramica dell'area di ubicazione parzialmente innevata della stazione meteorologica

La stazione meteorologica di Monte Bisbino è la stazione meteorologica di riferimento per il servizio meteorologico dell'Aeronautica Militare e per l'Organizzazione Mondiale della Meteorologia, relativa all'area montana di Monte Bisbino.

## Storia
La stazione meteorologica venne attivata nel 1939 come stazione sussidiaria di terza classe per l'assistenza alla navigazione aerea, rimanendo attiva fino all'8 settembre 1943, data di sospensione delle osservazioni meteorologiche a causa degli eventi della seconda guerra mondiale.
Nel dopoguerra, la stazione venne riattivata l'8 giugno 1946 ed elevata a stazione meteorologica di seconda classe, il cui funzionamento era previsto tra le ore 3 e le ore 18; come ubicazione venne scelto il complesso architettonico che ospita il santuario ed una struttura ricettiva.
Il 1º novembre 1951 la stazione meteorologica iniziò ad effettuare anche le osservazioni aeronautiche; nel 1963 la sua ubicazione venne spostata presso una struttura prefabbricata nei pressi dell'originario edificio e, da allora, iniziò la sua operatività per 24 ore su 24.
il 30 ottobre 1996 la stazione meteorologica presidiata venne dismessa per motivi logistici, mentre il 24 ottobre 1998 venne attivata la stazione meteorologica automatica DCP identificata dal codice WMO 16073.
A seguito della ristrutturazione dell'infrastruttura, venne riaperta la stazione meteorologica presidiata il 1º luglio 2004, per poi essere definitivamente chiusa nel 2007; la stazione meteorologica automatica è invece rimasta attiva fino al 2010.

## Caratteristiche
La stazione meteorologica si trovava nell'Italia nord-occidentale, in Lombardia, in provincia di Como, a 1.322 metri s.l.m. e alle coordinate geografiche 45°52′21.37″N 9°03′41.3″E.

## Medie climatiche ufficiali

### Dati climatologici 1961-1990
La media trentennale 1961-1990, ancora in uso come riferimento per l'Organizzazione meteorologica mondiale e definita Climate Normal (CLINO), indica una temperatura media del mese più freddo, gennaio, di -0,5 °C ed una temperatura media del mese più caldo, luglio, di +16,4 °C. Nel medesimo trentennio, la temperatura minima assoluta ha toccato i -16,5 °C nel gennaio 1985 (media delle minime assolute annue di -11,0 °C), mentre la massima assoluta ha fatto registrare i +31,2 °C nel giugno 1965 (media delle massime assolute annue di +26,0 °C).
La nuvolosità media annua si attesta a 4,4 okta giornalieri, con minimo di 3,7 okta giornalieri a dicembre e massimo di 5,3 okta giornalieri a maggio.
Le precipitazioni medie annue superano i 1.350 mm, mediamente distribuite in 109 giorni, con minimo relativo in inverno, picco massimo in estate e massimi secondari in primavera ed autunno.
L'umidità relativa media annua fa registrare il valore di 76,8% con minimo di 65% a gennaio e massimi di 83% a maggio e a settembre.
| Monte Bisbino (1961-1990)   | Mesi         | Mesi         | Mesi         | Mesi        | Mesi        | Mesi        | Mesi        | Mesi        | Mesi        | Mesi        | Mesi        | Mesi         | Stagioni | Stagioni | Stagioni | Stagioni | Anno    |
| Monte Bisbino (1961-1990)   | Gen          | Feb          | Mar          | Apr         | Mag         | Giu         | Lug         | Ago         | Set         | Ott         | Nov         | Dic          | Inv      | Pri      | Est      | Aut      | Anno    |
| --------------------------- | ------------ | ------------ | ------------ | ----------- | ----------- | ----------- | ----------- | ----------- | ----------- | ----------- | ----------- | ------------ | -------- | -------- | -------- | -------- | ------- |
| T. max. media (°C)          | 2,1          | 2,6          | 5,0          | 8,8         | 13,3        | 17,3        | 20,4        | 19,4        | 16,2        | 11,6        | 6,0         | 3,4          | 2,7      | 9,0      | 19,0     | 11,3     | 10,5    |
| T. min. media (°C)          | −3,0         | −2,8         | −0,9         | 2,0         | 6,0         | 9,6         | 12,3        | 11,8        | 9,5         | 5,8         | 1,1         | −1,5         | −2,4     | 2,4      | 11,2     | 5,5      | 4,2     |
| T. max. assoluta (°C)       | 15,4 (1976)  | 15,0 (1976)  | 18,6 (1990)  | 20,8 (1968) | 24,4 (1975) | 31,2 (1965) | 29,0 (1983) | 30,2 (1974) | 26,4 (1987) | 21,6 (1971) | 20,2 (1981) | 17,8 (1971)  | 17,8     | 24,4     | 31,2     | 26,4     | 31,2    |
| T. min. assoluta (°C)       | −16,5 (1985) | −15,5 (1986) | −16,0 (1971) | −6,8 (1986) | −3,0 (1962) | 0,0 (1969)  | 4,4 (1978)  | 4,6 (1966)  | 1,4 (1976)  | −3,2 (1974) | −8,5 (1965) | −12,9 (1961) | −16,5    | −16,0    | 0,0      | −8,5     | −16,5   |
| Nuvolosità (okta al giorno) | 3,9          | 4,4          | 4,6          | 5,0         | 5,3         | 4,8         | 4,0         | 4,3         | 4,4         | 4,4         | 4,3         | 3,7          | 4,0      | 5,0      | 4,4      | 4,4      | 4,4     |
| Precipitazioni (mm)         | 60,7         | 54,8         | 81,0         | 126,8       | 174,1       | 162,6       | 118,7       | 159,6       | 141,2       | 141,4       | 94,8        | 54,4         | 169,9    | 381,9    | 440,9    | 377,4    | 1 370,1 |
| Giorni di pioggia           | 7            | 7            | 8            | 11          | 14          | 12          | 9           | 10          | 8           | 8           | 9           | 6            | 20       | 33       | 31       | 25       | 109     |
| Umidità relativa media (%)  | 65           | 74           | 72           | 81          | 83          | 80          | 79          | 82          | 83          | 79          | 75          | 68           | 69       | 78,7     | 80,3     | 79       | 76,8    |

## Valori estremi

### Temperature estreme mensili dal 1951 al 2008
Nella tabella sottostante sono riportati i valori delle temperature estreme mensili dal 1951 al 2008, con il relativo anno in cui sono state registrate. Nel periodo esaminato, la temperatura minima assoluta ha toccato i -16,5 °C nel febbraio 1956 e nel gennaio 1985, mentre la massima assoluta ha raggiunto i +31,2 °C nel giugno 1965.
| Monte Bisbino (1951-2008) | Mesi         | Mesi         | Mesi         | Mesi        | Mesi        | Mesi        | Mesi        | Mesi        | Mesi        | Mesi        | Mesi         | Mesi         | Stagioni | Stagioni | Stagioni | Stagioni | Anno  |
| Monte Bisbino (1951-2008) | Gen          | Feb          | Mar          | Apr         | Mag         | Giu         | Lug         | Ago         | Set         | Ott         | Nov          | Dic          | Inv      | Pri      | Est      | Aut      | Anno  |
| ------------------------- | ------------ | ------------ | ------------ | ----------- | ----------- | ----------- | ----------- | ----------- | ----------- | ----------- | ------------ | ------------ | -------- | -------- | -------- | -------- | ----- |
| T. max. assoluta (°C)     | 16,8 (2008)  | 15,4 (1953)  | 18,6 (1990)  | 20,8 (1968) | 24,6 (1953) | 31,2 (1965) | 29,0 (1983) | 30,2 (1974) | 26,4 (1987) | 21,6 (1971) | 20,2 (1981)  | 18,2 (1994)  | 18,2     | 24,6     | 31,2     | 26,4     | 31,2  |
| T. min. assoluta (°C)     | −16,5 (1985) | −16,5 (1956) | −16,0 (1971) | −7,5 (1956) | −3,0 (1962) | −0,2 (1953) | 1,7 (1954)  | 4,6 (1966)  | 0,4 (1960)  | −3,2 (1974) | −10,0 (1995) | −12,9 (1961) | −16,5    | −16,0    | −0,2     | −10,0    | −16,5 |